# Odio!
Odio! (Hate!) è una serie a fumetti ideata e realizzata da Peter Bagge e pubblicata negli Stati Uniti d'America negli anni novanta divenuto una della serie alternative più vendute del periodo raggiungendo le 30 000 copie a numero. Nel 2000 Bagge ha ripreso la serie con dei volumi annuali.
La serie è ambientato inizialmente a Seattle e successivamente nel New Jersey e il suo protagonista, Buddy Bradley, è un giovane alla fine dell'adolescenza che entra nell'età adulta con riluttanza ed è basata sulla biografia dell'autore.
La serie è stata citata da molti commentatori come un importante esempio della cultura della generazione x e del fenomeno grunge in generale. L'autore affermò che i riferimenti allo stile di vita grunge furono una coincidenza in quanto egli faceva riferimento a eventi personali che gli erano accaduti dieci anni prima. Il fumetto è stato anche distribuito in Europa a metà degli anni novanta in lingua spagnola, italiana e tedesca; l'edizione spagnola, Odio, si è rivelata particolarmente popolare.

## Storia editoriale
La serie prosegue la storia della vita di Buddy Bradley, personaggio che era esordito nella serie a strisce "The Bradleys" pubblicata sulla rivista Neat Stuff.
La serie, Hate!, esordì pubblicata dalla Fantagraphics nel 1990 e venne edita per 30 numeri; successivamente le storie a fumetti continuarono dal 2000 in una serie di volumi annuali, Hate Annual.
La serie è stata pubblicata anche in Italia in albi periodici dal 1995 al 1998 editi dalla Phoenix Enterprise e poi raccolti in volume dalla General Press
L'edizione spagnola venne prima pubblicato sulla rivista El Víbora e poi venne edito su una testata dedicata, Odio, dita dalla Ediciones La Cúpula dal 1995 la quale arrivò a vendere 10 000 copie per numero.
In Germania i primi quindici numeri vennero pubblicati dalla Carlsen Comics con il titolo Leck Mich!; le edizioni successive a colori vennero edite dal 1998 dalla Jochen Enterprises con il titolo Krass che venne edita per sette numeri. Bagge realizzò nuove storie per l'edizione tedesca insieme ad autori come Philip Taegert e Guido Sieber nelle quali i protagonisti Buddy e Lisa si trasferirono da Seattle a Berlino.

## Personaggi
- Buddy Bradley: protagonista della serie;
- Lisa Leavenworth: ragazza emotivamente instabile, insicura e sciatta, ha avuto una relazione di una notte con Buddy e, dopo la separazione di Buddy con Valerie, è diventata la sua fidanzata e si è trasferita nel Jersey con lui. Ha poi un figlio e si è sposata con Buddy;
- Leonard "Stinky" Brown: vecchio amico di Buddy del New Jersey che era stato il suo compagno di stanza a Seattle. Probabilmente il più irresponsabile, egoista e senza speranza di tutti i personaggi. Adotta uno stile di vita alternativo come mezzo per promuovere le proprie conquiste sessuali;
- George Cecil Hamilton III: compagno di stanza di Buddy, socialmente sgradevole, lascia raramente la sua camera da letto e si immerge nella fantascienza e nelle teorie cospirative;
- Valerie Russo: prima ragazza seria di Buddy, appartenente ai ceti alti e apparentemente una femminista sicura di sé ma con tendenze depressive e ninfomane;
- Jay Spano: vecchio amico di delle scuole superiori. Ha dieci anni in più di lui e fa uso di eroina ma afferma di non essere un tossicodipendente. Buddy entra in affari con lui per la vendita di oggetti da collezione e in seguito come commercianti di ferraglia;
- Jimmy Foley: vicino di casa di Buddy nel New Jersey che sta scontando una pensa in libertà vigilata per aver venduto cocaina;
- La famiglia di Buddy.

## Impatto culturale
Matthew J. Pustz ha definito la serie come l'ultima favola della generazione X. Bagge è riuscito a creare archetipi con i quali il suo pubblico è fortemente identificato, il che ha contribuito alla popolarità della serie. L'autore riuscì a creare una forte interazione fra il suo pubblico e la serie; ad esempio nel n. 3 della serie venne indetto un concorso nel quale si sarebbe potuto vincere un appuntamento con uno dei comprimari della serie, al quale molti lettori parteciparono inviando fotografie o lavori artistici che vennero poi pubblicati nei numeri successivi della serie. Nel n. 6 Bagge organizzò un altro concorso - "Buddy Bradley Look-Alike Contest" - nel quale invitava i lettori a vestirsi come il protagonista della serie, Buddy Bradley, e al quale parteciparono centinaia di lettori; il vincitore venne inserito nella copertina del decimo numero.